# 2-й Раушский переулок
Второ́й Ра́ушский переу́лок (до 1954 — Николо-Заяицкий переулок) — небольшая улица в центре Москвы в Замоскворечье на Болотном острове между Раушской набережной и Садовнической улицей.

## Происхождение названия

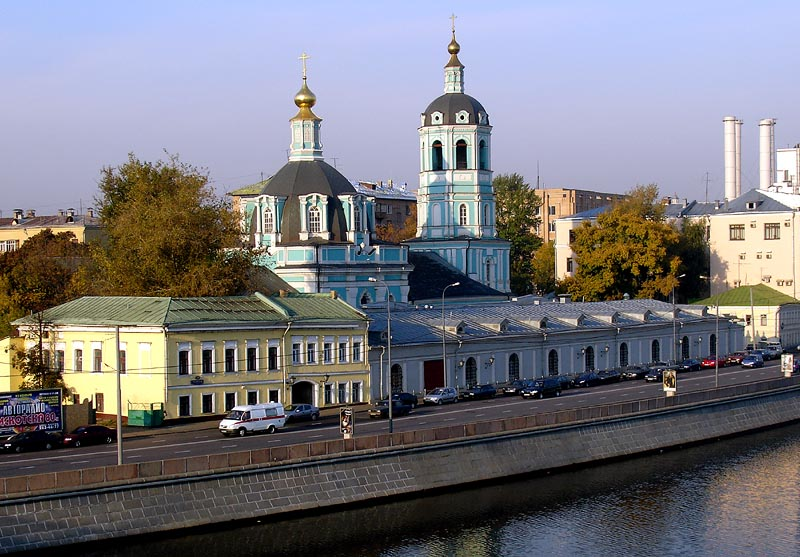
Храм святителя Николая в Заяицком со стороны Раушской набережной.

Назван в 25 февраля 1954 года по Раушской набережной, к которой примыкает; определение «Второй» связано с одновременным переименованием Раушского переулка, получившего новое название 1-й Раушский переулок. До 1954 года — Николо-Заяицкий переулок, по церкви Николая Чудотворца Заяицкого, известной с XVI века (перестроена в 1749—1759 годах). Церковь была построена заяицкими казаками — выходцами из-за реки Яик (прежнее название реки Урал).

## Описание
2-й Раушский переулок проходит от Раушской набережной Москвы-реки на юго-запад до Садовнической улицы. На углу переулка и набережной стоит Храм святителя Николая в Заяицком.

## Здания и сооружения
По нечётной стороне:
- № 1-3/26 строение 28 — Храм святителя Николая в Заяицком (1518, 1625, 1652—1677, 1741—1748, 1751—1759; архитекторы И. С. Мергасов, И. Ф. Мичурин, Д. В. Ухтомский[2]

По чётной стороне:
- № 4 — дом причта храма Николы Заяицкого, середина XVIII века.